# Bradysia
Genre
Synonymes
- Dasysciara Kieffer, 1903
- Neosciara Pettey, 1918
- Fungivorides Lengersdorf, 1926
- Lamprosciara Frey, 1948
- Paractenosciara Sasakawa, 1998[2]

Bradysia est un genre de « moucherons des terreaux » de la famille des Sciaridae,. Leurs larves sont considérées comme un ravageur majeur dans l'agriculture sous serre, parce qu'elle prospèrent dans les conditions humides courantes à l'intérieur des serres et se nourrissent des plantes cultivées à l'intérieur. Bradysia est un grand genre contenant plus de 500 espèces vivantes, avec au moins 65 présentes en Amérique du Nord et 172 en Europe.
Les Bradysia sont des pollinisateurs majeurs de plantes comme l'Aspidistre élevée.

## Liste d'espèces
Bradysia comprend notamment les espèces suivantes,, :
- B. affinis (Zetterstedt, 1838)
- B. alpicola (Winnertz, 1867)
- B. amoena (Winnertz, 1867)
- B. angustipennis (Winnertz, 1867)
- B. angustoocularis Mohrig & Krivosheina, 1989
- B. aprica (Winnertz, 7) C
- B. arcula Vilkamaa, Salmela & Hippa, 2007
- B. atracornea Mohrig & Menzel, 1992
- B. austera Menzel et al., 2006
- B. bellingeri Shaw, 1953
- B. biformis (Lundbeck, 1898)
- B. bispina (Fisher, 1938)
- B. brevispina Tuomikoski, 1960
- B. browni (Shaw, 1935)
- B. caldaria (Linyner, 1895)
- B. cellarum Frey, 1948
- B. chlorocornea Mohrig & Menzel, 1992
- B. cinerascens (Grzegorzek, 1884)
- B. confinis (Winnertz, 1867)
- B. coprophila (Lintner, 1895)
- B. cucumeris (Johannsen, 1912)
- B. cuneiforma Komarova, 1997
- B. dichaeta (Shaw, 1941)
- B. diluta (Johannsen, 1912)
- B. distincta (Staeger, 1840)
- B. dux (Johannsen, 1912)
- B. ericia (Pettey, 1918)
- B. excelsa Menzel & Mohrig, 1998
- B. expolit (Coquillett, 1900)
- B. falcata (Pettey, 1918)
- B. fatigans (Johannsen, 1912)
- B. felti (Pettey, 1918)
- B. fenestralis (Zetterstedt, 1838)
- B. flavipila Tuomikoski, 1960
- B. fochi (Pettey, 1918)
- B. forcipulata (Lundbeck, 1898)
- B. fugaca Mohrig & Mamaev, 1989
- B. fulvicauda (Felt, 1898)
- B. fumida (Johannsen, 1912)
- B. fungicola (Winnertz, 1867)
- B. giraudii (Egger, 1862)
- B. groenlandica (Holmgren, 1872)
- B. hamata (Pettey, 1918)
- B. hartii (Johannsen, 1912)
- B. hastata (Johannsen, 1912)
- B. heydemanni (Lengersdorf, 1955)
- B. hilariformis Tuomikoski, 1960
- B. hygida Sauaia & Alves, 1968
- B. fungicola (Winnertz, 1867)
- B. impatiens (Johannsen, 1912)
- B. inusitata Tuomikoski, 1960
- B. iridipennis (Zetterstedt, 1838)
- B. ismayi Menzel et al., 2006[10]
- B. johannseni Enderlein, 1912
- B. jucunda (Johannsen, 1912)
- B. kaiseri (Shaw, 1941)
- B. lapponica (Lengersdorf, 1926)
- B. lembkei Mohrig & Menzel, 1990
- B. lobosa (Pettey, 1918)
- B. longicubitalis (Lengersdorf, 1924)
- B. longimentula Sasakawa, 1994
- B. longispina (Pettey, 1918)
- B. loriculata Mohrig, 1985
- B. macclurei (Shaw, 1941)
- B. macfarlanei (Jones, 1920)
- B. macroptera (Pettey, 1918)
- B. mellea (Johannsen, 1912)
- B. mesochra (Shaw, 1941)
- B. moesta Frey, 1948
- B. munda (Johannsen, 1912)
- B. mutua (Johannsen, 1912)
- B. neglecta (Johannsen, 1912)
- B. nemoralis (Meigen, 1818)
- B. nervosa (Meigen, 1818)
- B. nitidicollis (Meigen, 1818)
- B. nigripes (Meigen, 1830)
- B. nigrispina Menzel et al., 2006
- B. nomica Mohrig & Rsschmann, 1996
- B. normalis Frey, 1948
- B. ocellaris (Comstock, 1882)
- B. odoriphaga Yang & Zhang, 1985
- B. ovata (Pettey, 1918)
- B. pallipes (Fabricius, 1787)
- B. paradichaeta (Shaw, 1941)
- B. parilis (Johannsen, 1912)
- B. pauperata (Winnertz, 1867)
- B. pectoralis (Staeger, 1840)
- B. penna (Pettey, 1918)
- B. peraffinis Tuomikoski, 1960
- B. petaini (Pettey, 1918)
- B. picea (Rubsaamen, 1894)
- B. pilata (Pettey, 1918)

- B. placida (Winnertz, 1867)
- B. pollicis (Pettey, 1918)
- B. polonica (Lengersdorf, 1929)
- B. praecox (Meigen, 1818)
- B. procera (Winnertz, 1868)
- B. prolifica (Felt, 1898)
- B. protohilaris Mohrig & Krivosheina, 1983
- B. quadrispinistylata Alam, 1988
- B. quadrispinosa (Pettey, 1918)
- B. quadrispinosa (Pettey, 1918)
- B. reflexa Tuomikoski, 1960
- B. sachalinensis Mohrig & Krivosheina, 1989
- B. scabricornis Tuomikoski, 1960
- B. sexdentata (Pettey, 1918)
- B. silvestrii (Kieffer, 1910)
- B. similigibbosa Köhler & Menzel, 2013
- B. smithae Menzel & Heller, 2005
- B. spinata (Pettey, 1918)
- B. splendida Mohrig & Krivosheina, 1989
- B. strenua (Winnertz, 1867)
- B. strigata (Staeger, 1840)
- B. subaprica Mohrig & Krivosheina, 1989
- B. subgrandis (Shaw, 1941)
- B. subrufescens Mohrig & Krivosheina, 1989
- B. subvernalis Mohrig & Heller, 1992
- B. tilicola (Loew, 1850)
- B. trifurca (Pettey, 1918)
- B. trispinifera Mohrig & Krivosheina, 1979
- B. tritici (Coquillett, 1895)
- B. trivialis (Johannsen, 1912)
- B. trivittata (Staeger, 1840)
- B. trivittata (Staeger, 1840)
- B. unguicauda (Malloch, 1923)
- B. urticae Mohrig & Menzel, 1992
- B. vagans (Winnertz, 1868)
- B. varians (Johannsen, 1912)
- B. vernalis (Winnertz, 1868)
- B. zetterstedti Mohrig & Menzel, 1993